# میرته بولت
میرته بولت (انگلیسی: Myrthe Bolt؛ زادهٔ ۲۶ ژانویهٔ ۱۹۹۹) مدل و حاضر در ویکتوریا سیکرت فشن شو ۲۰۱۸ است.